# 高木善之
高木 善之（たかぎ よしゆき、1947年 - ）は環境保護活動家、特定非営利活動法人ネットワーク『地球村』代表、著作家、講演家。また、コミュニケーションやコーチング、ワークショップの講師として活動している。大阪府堺市西区出身。

## 概要
大阪大学基礎工学部物性物理学コースを経て、松下電器（現パナソニック）に就職し28年間勤務。在職中は、フロンガス全廃等の環境政策に携わった。社内で合唱団を設立し（現・パナソニック合唱団）、指揮者として活躍し全日本合唱コンクールで金賞を受賞した。元大阪府合唱連盟理事。
1981年にオートバイの事故で瀕死の重傷を負い臨死体験をしたという。当時の病床での生活がその後の活動に大きな影響を与えたと語っている。
1991年、「ネットワーク『地球村』」を設立。1992年リオ地球サミット参加。1995年に、船井総合研究所会長で精神世界系の一大勢力を作った船井幸雄がプロデュースするシリーズ「New Paradigm Books THE FUNAI」の1冊として、船井と共著で『「地球村」に生きる!―美しい地球を子どもたちへ』（ビジネス社）を出版。1997年退社。2002年ヨハネスブルグ環境サミット参加。「美しい地球を子供たちに」と呼びかけ、地球環境や生き方について講演や著書を通して提言を続けている。2014年時点で5000回以上の講演を行ったという。
理念は「非対立」。抗議要求をしない、主義主張をしない、戦わない、事実を知らせる、解決方法を提言する、実践する、広めるという活動によって、グリーンコンシューマーを増やすことで「持続可能な社会」「環境調和社会」の実現を目指すものとしている。また「現状の国連では『世界の平和』は実現できない。『世界の平和』を実現するために『地球市民国連』を作ろう」と提唱している。
生き物は脳の重量の増加に従い、種の絶滅が早くなると考えており、人類は絶滅寸前であると考えている。 政治と経済、資本主義やエゴイズムが現在を象徴するものと考え、これらはいずれ崩壊すると考えており、人類は大きな転換をしなければ滅んでしまうため、いずれ大きな転換が起こるとしている。そのためには意識の転換が必要であると考え、「虹の天使」を育成をする『地球村』塾を開塾した。「虹の天使」というのは、「アメリカ先住民族・ホピ族に伝わる『世界の終わりが近づいた時、世界各地に現れ、誰の命令でもなく、自分の意志で、平和のために全力を尽くす人々』のこと」なのだという。この世の中をいい方向へと持っていくことが、高木や船井幸雄たちの使命であり、「まずは、分かっている人たちで動き始めるしかないでしょうね。」と語っている。船井は高木に出会い、高木が1日1食の小食で健康を維持していること、その旺盛な行動力に驚き、その生き方から、世の中が大きく転換するという自身の考えへの確信を深めたと語っている。2005年の対談で船井は、事故から生還した高木は特別な使命を持つ人間であるに違いないと語り、重要視していた。
船井幸雄プロデュースのニューエイジ・精神世界、環境問題などを扱う雑誌「Evah」（1996年-1997年、サンマーク出版）の執筆者で、船井による精神世界系の一大イベント「フナイ・オープン・ワールド（船井オープンワールド）」（1994年-2002年）、「船井幸雄オープンワールド」（2003年-2012年）の常連講演者だった。
「エレベータ（10キロワット）を電力（人力発電）で動かすには100人必要ですが、人間が人間を担ぐなら、1人で1人を担ぐことができます。仮に10人を担ぐなら10人で担げますから、電力ではなく人力ならやはり10分の1でいいのです。つまり、電力は人間よりもはるかに効率が悪いのです。」と現代技術の非効率さ、二酸化炭素排出量の多さを訴え、ピラミッドや古代遺跡を作った「てこ」「ころ」「滑車」「つるべ」といったローテクは、現代技術よりはるかに効率的で優れた「魔法のような技術」であり、「5000年前の人々のことを考える時、私たちは一体なにをやっているのでしょう。私たちが日常『便利快適』と思っていること、電気や自動車などは、そのために10倍も100倍もロスをしているのです。それを進歩と呼べるでしょうか。」と訴え、現代技術には否定的である。

## 著作
- 船井幸雄 共著『「地球村」に生きる!―美しい地球を子どもたちへ〈New Paradigm Books THE FUNAI〉』（ビジネス社、1995年5月）ビジネス社は船井総合研究所の子会社だった。
- 『地球大予測―選択可能な未来』（総合法令出版 、1995年11月）「船井幸雄氏注目の書！」という帯を付けられ出版された。
  - 『地球大予測―選択可能な未来〈サンマーク文庫―エヴァ・シリーズ〉』（1998年12月、サンマーク出版）
- 『地球大予測 2 オーケストラ指揮法』（総合法令出版、1996年8月）
- 『「地球村」宣言―環境調和社会を目指して』（ビジネス社、1996年9月）
- 『転生と地球―価値観の転換へのメッセージ』（PHP研究所、1997年8月）事故による臨死体験に関する著作。
- 船井幸雄 編・著『地球と人間の関係そして真実 (21世紀の生き方を考える)』（同朋舎、1998年）第4回フナイ・オープン・ワールドの講演録[15]。
- 『究極のしあわせ―よりよい生き方に導くもう一つのモノサシ』（サンマーク出版、1998年8月）
- 『新地球村宣言―世界再生への道』（ビジネス社、2001年9月）
- 『本当の自分―幸せな生き方の発見』（ネットワーク『地球村』、2003年9月）
- 『何のために生まれてきたの〈『幸せのたね』シリーズ〉』葉祥明 イラスト、kaz uemachi 英訳（『地球村』出版、2003年9月）
- 『幸せのようなもの〈『幸せのたね』シリーズ〉』葉祥明 イラスト、kaz uemachi 英訳（『地球村』出版、2003年9月）
- 『幸せになりたい〈『幸せのたね』シリーズ〉』葉祥明 イラスト、kaz uemachi 英訳（『地球村』出版、2003年9月）
- 『非対立の生きかた―一瞬でしあわせをつかむ成功法則』（ビジネス社、2004年10月）
- 『生きる意味―人生を深く掘り下げるワークショップ』（PHP研究所、2006年2月）
- 『虹の天使』（『地球村』出版、2007年9月）
- 『幸せの種をまく コーチング・ワークショップ』（PHP研究所、2009年3月）
- ネットワーク地球村 編集・監修『大震災と原発事故の真相』（『地球村』出版、2011年10月）
- ネットワーク地球村 編集『世界でいちばん幸せな国 ブータン 〈地球村紀行〉』（『地球村』出版、2011年12月）
- 『キューバの奇跡―孤島に生まれた幸せの国 〈地球村紀行2〉』（ネットワーク地球村、2013年1月）
- 『びっくり!よくわかる日本の選挙』（ネットワーク地球村、2013年6月）
- 『平和のつくり方―安心な未来を子どもたちに』（ネットワーク地球村、2014年3月）
- 『軍隊を廃止した国コスタリカ―平和は民主主義から 〈地球村紀行3〉』（ネットワーク地球村、2014年4月）
- ネットワーク地球村 編集『宇宙船地球号はいま』（『地球村』出版、2014年11月）
- 『宇宙船地球号のゆくえ』（『地球村』出版、2015年7月）
- 『宇宙体験』（『地球村』出版、2016年7月）『転生と地球』『選択可能な未来』のリライト&続編。